# ほしのふるまち
『ほしのふるまち』は、原秀則の漫画。2006年から2008年まで、小学館『週刊ヤングサンデー』で不定期連載された。また、2011年に同名で映画化された。
副題は『世界でいちばん優しい"再生"ラブ・ストーリー』。

## 概要
物語の舞台は富山県氷見市。東京の進学校から進級を目指すために転校してきた少年と、彼の居候する家の隣に住む少女との恋模様を描く。原作では2部構成となっている。
作中では東京出身である恒太郎や彼の両親を除いて、登場人物の台詞には富山弁が使われている。作者の原は北陸地方とは縁がなく、原作構想時の漫画編集者が富山県出身であることによる取材旅行（いわゆるロケハン）で選ばれた。
2009年末に実写映画（ミニシアター）化が発表され、2011年3月26日より富山県先行公開、4月2日より全国公開。2011年10月25日にセルDVDが発売される。

## ストーリー
東京出身の少年、堤 恒太郎は進学校の授業に馴染めず、高3に進級できなくなってしまった。そして、彼は進級のために両親の提案で親戚のいる氷見市の高校へ転校することとなった。氷見に降り立ち偶然出会った一ノ瀬 渚という少女。彼女はなんと、恒太郎の隣家に住み、彼が通うことになる高校の同級生だった。
世界でいちばん優しい“再生”ラブ・ストーリーが、始まる。

## 主な登場人物
堤恒太郎（つつみ こうたろう）
主人公。東大・京大へ多くの進学者を輩出している東京の進学校「私立成海高校（原作のみ）」に通う高校2年生の少年だが、内気な性格故に授業をおろそかにした事による成績不振から高校3年生に進級できなくなった上に留年寸前という危機に陥ってしまい、進級のために両親の計らいで親戚の宮本家が住む氷見市の高校に転校した。裕福な家庭で育つ。氷見に来た当初は絶望感に包まれていたが、氷見で暮らしていくにつれ対人関係を構築し健気な性格へと変化していき、将来は星の先生（原作では地学教員、映画では天文学者）となるために大学に進学する事を決意する。何かと渚を気に掛けており、美奈子の前で告白する。映画では父親が開業医の設定となっており、跡取り息子として医学部への進学を嘱望されている。また、東京在住時にバンドのメンバーに加わっていて、インディーズロックの音楽を聞く設定が追加されている。原作での『冬物語』のように大学受験に奮闘するもトラブルに巻き込まれるエピソードが映画では省かれており、結末も異なる。
一ノ瀬渚（いちのせ なぎさ）
ヒロイン。恒太郎の居候する宮本家の隣に住む健気な少女。転入した恒太郎と同じ高校の同じクラス（同年代）であり、隣人の宮本家と親交が深い。女子バスケットボール部（映画ではハンドボール部）に所属していたが、アルバイトで家計を支える事を理由に退部した。母親と同じ看護師になる夢を抱き、看護学校への進学を目指している。しかし父親が痩せ我慢で病死した事で母子家庭となった上、母も過労で倒れた事で進学と看護師の夢を諦めかけていたが、退院した母親に説得され再び看護師の夢を取り戻した。従兄弟の正樹に恋をしていたが、上京時の腹いせで正樹に襲われかけた所を救ってくれた恒太郎の気持ちを知り両思いとなる。歳下の弟妹（原作では潤と泉、映画では小児の弟妹2人）がおり、ある程度の家事もこなす。原作の最終回で描かれた、高校卒業から5年後には病院で看護師として働いており、恒太郎と再会する。
宮本良夫（みやもと よしお）
恒太郎とは6親等に入らない非常に遠縁（慎一郎の姉の夫の妹の夫の実家の…）の親戚。漁師をしている。
宮本千春（みやもと ちはる）
恒太郎の居候先である良夫の妻。温和な性格で世話話をするのが好き。
宮本正樹（みやもと まさき）
宮本家の一人息子であり渚の従兄弟。渚の初恋相手でもある。東京の大学進学のため上京したが、第2部の冒頭（原作）で突然帰郷した。プライドが高い性格で帰郷当初は上京中の出来事に苛立っていたため、ドライブの際に渚を置き去りにしたり、それが原因で高熱を出した際にも氷や水枕ではなく冷却シートを貼り付けるだけの最低限の看病しかしなかった上に憂さ晴らしで渚を襲わせたりしていたが、それに気づいた恒太郎が掛かってきた殴り合いのケンカで本心を吐露し、その事で警察の取り調べを受けるも釈放、帰宅後に良夫に殴られた事により改心し、恒太郎に一連の行為を謝罪した。映画では、3代目 日産・スカイライン（ハコスカ）が彼の愛車として登場する。
栗田美奈子（くりた みなこ）
恒太郎の通う高校の同級生。実家が旅館である。高校卒業後に東京へ上京する事を夢見ているが、両親は彼女に旅館を後継ぎさせるためそれを反対している。恒太郎に好意を寄せており、彼女がリードする形で一緒に予備校の夏期講習に通うなど恋仲のような関係だったが、恒太郎としてはあくまで友達としての付き合いだった。一度は東京へ渡り、しばらくして氷見に帰った。その後両親に勝手に東京へ行った事を激しく咎められた際に恒太郎が起こした正樹とのケンカの件について警察から自宅で事情聴取を受け、渚の事が好きである事を知り恒太郎を問い詰めるもそれを認めた事でパニックに陥り、関係を解消した。
堤聡子（つつみ さとこ）
恒太郎の母。息子の恒太郎が気掛かりで頻繁に電話やメールでコンタクトを取る。原作では具体的な詳細は不明だが宮本家との関わりを極端に嫌っている描写があり、正樹との殴り合いが原因で恒太郎が病院に搬送された際に息子の病室へ押しかけ、正樹を訴えようとしたが、恒太郎に説得され思い留まる。しかし映画では勉強や進路の事以外は任せっきりとしている。
堤慎一郎（つつみ しんいちろう）
原作のみ登場する恒太郎の父親。友住商事の課長をしている。恒太郎の教育は全て妻に任せっきりであったが、恒太郎を遠い親戚の宮本家へ居候させることを考え出す。終盤で恒太郎の高校卒業間近に交通事故で瀕死の重傷となり、テレビのニュースでそれを知った恒太郎が東京へ戻り一家で再び暮らすきっかけを作る。映画では登場しないものの存在が示唆されており、原作とは異なり開業医になっている。
一ノ瀬陽子（いちのせ ようこ）
渚の母。病院で看護師として働いている。夫を病気で亡くした事により女手一つで子供たちを育てていたが、物語中盤で過労により数日間入院する事になる。
一ノ瀬潤（いちのせ じゅん）
原作のみ登場する渚の3歳下の弟で、恒太郎が家庭教師として面倒を見る。原作のエピローグで恒太郎が姉の彼氏と誤認する。
一ノ瀬泉（いちのせ いずみ）
渚と潤の妹。

## 映画
2011年に実写映画化され、3月26日より富山県先行公開、4月2日に一般公開。英題は「WHEN YOU WISH UPON A STAR」。第3回沖縄国際映画祭『地域発信型映画』上映作品。
監督は川野浩司、主演は中村蒼と山下リオ。舞台となる氷見市を中心とした富山県でロケが行われ、当時の富山県知事の石井隆一（校長先生役）や富山出身の柴田理恵も出演している。コラボ企画として『別冊 富山美少女図鑑』も発刊されている。
キャッチコピーは「誰にでも輝ける場所がある」「世界でいちばん優しい“再生”ラブ・ストーリー」（原作サブタイトルと同一）。
ストーリーはおおむね原作に忠実であるが、登場人物の若干の設定変更および原作エピソードの一部が省略されており、東京の場面は冒頭部しか登場せず、また渚をはじめとした富山出身の登場人物は宮本夫妻を除いて富山弁ではなく標準語で会話している。原秀則作品の映像化はテレビドラマでは『レガッタ〜君といた永遠〜』、映画では『冬物語』以来となる。

### キャスト
- 堤恒太郎 - 中村蒼
- 一ノ瀬渚 - 山下リオ
- 栗田美奈子 - 児玉絹世
- 宮本正樹 - KG
- 宮本千春 - 柴田理恵
- 一ノ瀬陽子 - 羽田美智子（友情出演）
- 宮本良夫 - トミーズ雅（特別出演）
- 宮本益五郎 - 笑福亭松之助
- 堤聡子 - 手塚理美

### スタッフ
- 監督 - 川野浩司
- 原作 - 原秀則（『ほしのふるまち』小学館刊）
- 脚本 - 金杉弘子、川野浩司
- 製作 - 河合隆、大西豊
- プロデューサー - 須藤晃、中林千賀子
- コ・プロデューサー： 三輪由美子
- アソシエイトプロデューサー - 小山田和浩
- 音楽監督 - Tomi Yo
- 撮影 - 福本淳
- 照明 - 市川徳充
- 録音 - 渡辺真司
- 美術プロデューサー - 福田宣
- 美術 - 田沼愛子
- 編集 - 森下博昭
- ヘアメイク - 内田結子
- スタイリスト - 小林純子
- 助監督 - 後藤憲治
- 製作担当 - 小松功
- 音楽制作 - カリントファクトリー
- 制作プロダクション・配給協力 - ブースタープロジェクト
- 製作 - 「ほしのふるまち」製作委員会（よしもとアール・アンド・シー、北日本新聞社、小学館、ブースタープロジェクト）
- 特別協力 - 富山県、氷見市、映画「ほしのふるまち」氷見支援委員会、薮田「ほしのふるまち」映画制作支援会
- 協力 - 富山市、高岡市、射水市
- 協賛 - 学校法人片山学園、富山育英予備校、キョウシン印刷、アール・タチバナ
- 助成 - 文化芸術復興費補助金
- 認定 - 社団法人企業メセナ協議会
- 配給 - よしもとアール・アンド・シー

### 主題歌
- 主題歌『ほしのふるまち』

作詞・作曲・歌 - 高田梢枝 / 編曲 - Tomi Yo
- 挿入歌『サヨナラワンダー』

作詞・作曲 - 石崎ひゅーい / 編曲 - Tomi Yo / 歌 - astrcoast（アストロコースト）
- 挿入歌『なにもいらない』

作詞 - 石崎ひゅーい、石川徹 / 作曲 - 石崎ひゅーい / 編曲 - Tomi Yo / 歌 - astrcoast
- 挿入歌『エール』

作詞 - 内海あい  / 編曲 - Tomi Yo / 作曲・歌 - ナナ・イロ
- 挿入歌『夢をみるよ』

作詞・作曲・歌 - 志帆